# Штыковское сельское поселение
Штыковское се́льское поселе́ние — сельское поселение в Шкотовском районе Приморского края.
Административный центр — посёлок Штыково.

## История
Статус и границы сельского поселения установлены Законом Приморского края от 24 ноября 2004 года № 192-КЗ «О Шкотовском муниципальном районе».

## Население
| 2008  | 2010  | 2011  | 2012  | 2013  | 2014  | 2015  |
| ----- | ----- | ----- | ----- | ----- | ----- | ----- |
| 2568  | ↗2711 | ↘2707 | ↗2736 | ↘2693 | ↘2664 | ↗2666 |
| 2016  | 2017  | 2018  | 2019  | 2020  | 2021  |       |
| ↗2669 | ↗2685 | ↘2661 | ↗2665 | ↗2693 | ↘2521 |       |

## Состав сельского поселения
В состав сельского поселения входят 2 населённых пункта:
| № | Населённый пункт | Тип населённого пункта          | Население |
| - | ---------------- | ------------------------------- | --------- |
| 1 | Многоудобное     | село                            | ↘1160     |
| 2 | Штыково          | посёлок, административный центр | ↘1361     |

## Местное самоуправление
Администрация
Адрес: 692841, пос. Штыково, ул. Строителей, д.15, кв.9. Телефон: 8 (42335) 34-6-10
Глава администрации
- Костенко Григорий Григорьевич